# Wish Dragon
 Wish Dragon (titulada en España El dragón de los deseos y en Hispanoamérica como El dragón de la tetera) es una película de comedia animada por computadora de 2021, escrita y dirigida por Chris Appelhans, con los diálogos de Xiaocao Liu. Producida por Sony Pictures Animation, Base FX, Flagship Entertainment Group y Illusion Studios, la película es protagonizada por Jackie Chan (que también produce la película), Constance Wu, John Cho, Will Yun Lee, Jimmy Wong y Bobby Lee.
La compañía de Jackie Chan, Sparkle Roll Media, es productora y co-inversora en la película. Chan hace voces en las versiones china e inglesa de la película.
La historia es "una historia del genio en la botella ambientada en la China contemporánea", basada en una historia original de Chris Appelhans. Appelhans también dirige la película "El cuento de hadas moderno recoge los desafíos morales que surgen del encuentro entre un niño y un dragón que es capaz de hacer realidad los deseos".
Wish Dragon se estrenó en cines en China el 15 de enero de 2021 y se estrenó en Netflix a nivel internacional el 11 de junio de 2021.

## Sinopsis
Din es un estudiante universitario de clase trabajadora en Shanghái que sueña con reunirse con su amiga Li Na, quien se mudó hace diez años de su vecindario con su padre, el Sr. Wang, y ahora vive una vida lujosa. Un día, un vagabundo misterioso le da a Din una tetera, de la que emerge Long, un dragón de los deseos. Long le informa a Din que le concederá tres deseos a su amo, es decir, a quien tenga la tetera. Din será el décimo y último maestro de Long y liberará a Long de su servidumbre, permitiéndole ingresar al mundo de los Espíritus. Posteriormente, Din es perseguido por un trío de matones liderados por Pockets, enviado por el Sr. Wang para recuperar la tetera con la esperanza de salvar su negocio en quiebra. Din usa su primer deseo para luchar contra los matones y escapar.
Al día siguiente, Din y Long llegan a la fiesta de cumpleaños de Li Na. Din pide su segundo deseo: aparecer temporalmente como un príncipe rico por un día, con la esperanza de que Li Na se fije en él y reavive su amistad. Li Na se siente decepcionada cuando se entera de que su padre no asistirá a su fiesta de cumpleaños. Din, apegado a su disfraz de 'Dan', la consuela y el Sr. Wang les pide (a través de una videollamada) que compartan una comida juntos. Long advierte a Din que Li Na lo dejará tan pronto como descubra su identidad, debido a su diferente estatus socioeconómico.
Durante la cita, Din le pide consejo a Long sobre cómo actuar de acuerdo con su nuevo estado, pero termina molestando a Li Na en el proceso. Ambos terminan en el vecindario de Din después de que los matones persiguen a Din nuevamente. Din se revela a Li Na y pasan el resto del día en el vecindario reviviendo sus pasatiempos. Sin embargo, Li Na finalmente se retira alegando que tiene responsabilidades y expectativas que debe cumplir, hiriendo los sentimientos de Din. Más tarde esa noche, Din le pide enojado a Long que lo haga rico en un último esfuerzo por ser respetado. Long le revela a Din que en vida fue un señor rico y poderoso cuyo reinado terminó en soledad y tragedia y fue castigado por los dioses por su egoísmo al convertirse en un dragón de los deseos. La servidumbre de Long como dragón de los deseos está destinada a hacerle apreciar el significado de la vida, algo que no ha logrado con todos sus amos anteriores.
Después de rastrear a Din, Pockets traiciona al Sr. Wang al tomar la tetera para sí mismo y le pide al dragón de los deseos su primer deseo de convertir todo lo que toca en oro. Deja caer al Sr. Wang desde un gran andamio, hiriéndolo de muerte frente a Li Na. Din persigue a los matones y finalmente termina luchando contra Pockets en la espalda de Long. Pockets acorrala a Din y se prepara para golpearlo con su mano dorada, pero Long se interpone en el camino, lo que hace que tanto él como Pockets (que accidentalmente se tocó a sí mismo) se conviertan en estatuas de oro. Din no puede evitar que la estatua de Long se hunda en el fondo de un río, mientras que Pockets se hace añicos contra el suelo.
Long encuentra su yo humano en la entrada al mundo de los espíritus. A pesar de tener la tentación de atravesar las puertas, le ruega al guardián de la puerta que regrese con Din porque no ha usado su tercer deseo. El tutor está de acuerdo, con una condición. Din usa su último deseo para curar al Sr. Wang y Long desaparece.
Algún tiempo después, el Sr. Wang abre un restaurante que presenta la cocina de la madre de Din, con la ayuda de Din y Li Na. Din encuentra una tetera como en la que residía Long y lo libera. Long le dice a Din que la única condición para su regreso a la Tierra era quedarse y servir a diez maestros más. Después de despedirse de Long, Din coloca la tetera en un carruaje conducido por el vagabundo del principio, que en realidad es el guardián de la puerta al mundo de los espíritus.

## Reparto
- Jimmy Wong como Din Song, un estudiante universitario de clase trabajadora que sueña con reunirse con su amiga de la infancia Li Na.
  - Ian Chen como Din de niño
- John Cho as Long, un dragón cínico pero todopoderoso capaz de conceder deseos.
- Natasha Liu Bordizzo como Li Na Wang, amiga de la infancia de Din, quien se mudó con su padre hace años del vecindario donde vivía y ahora vive una vida lujosa.
  - Alyssa Abiera como Li Na de niña
- Constance Wu como la Sra. Song, la estricta madre de Din.
- Will Yun Lee como el Sr. Wang, el padre ausente de Li Na, cuyo negocio empresarial está fracasando.
- Jimmy O. Yang como Short Goon, uno de los matones de Pockets; y un guardia de seguridad.
- Aaron Yoo como Pockets, un secuaz contratado por Wang para recuperar la tetera que tiene Din.
- Ronny Chieng como Pipa God, el guardián de la puerta al mundo de los espíritus.
- Nico Santos como Buckley, asistente del Sr. Wang
- Bobby Lee como Diao (acreditado como "Tall Goon"), uno de los matones de Pockets.

El director de la película, Chris Appelhans, da voz a un camarero de toallas calientes y a un minorista nomani. Niu Junfeng y Jackie Chan dan voz a Din y Long, respectivamente, en el doblaje en mandarín de la película.

## Producción
Wish Dragon es la primera película creada por Base Animation, un nuevo estudio de animación que forma parte de la firma de VFX BaseFX. El objetivo de la película y del estudio Base Animation es "hacer una animación de clase mundial en China para China... y para el mundo". El director Applehans "quería que la película se hiciera en China, con un fuerte equipo creativo de China continental, un elenco de talentos internacional y un enfoque en las esperanzas y los sueños de la China contemporánea".

## Estreno
Wish Dragon estaba programado originalmente para ser lanzado el 26 de julio de 2019, pero en el Festival Internacional de Cine de Animación de Annecy, se confirmó que se retrasó hasta el 2020. En octubre, fue confirmado por el creador de Kipo and the Age of Wonderbeasts, Radford Sechrist. (quien se desempeñó como jefe de historia de la película) que, en cambio, la película se estrenaría en 2021. La película se estrenó en China el 15 de enero de 2021. En enero de 2021 se anunció que la película se estrenaría en Netflix más adelante en el año.